# Doubravice (Pardubice)
Doubravice jsou část městského obvodu Pardubice VII, ve statutárním městě Pardubice, Nacházejí se na severozápadě Pardubic. V roce 2009 zde bylo evidováno 79 adres. V roce 2001 zde trvale žilo 265 obyvatel.
Doubravice leží v katastrálním území Semtín o výměře 4,58 km2.
Prochází tudy železniční trať Pardubice – Hradec Králové, na které je zřízena železniční zastávka Pardubice-Semtín. Bezprostředně za okrajem katastrálního území prochází silnice I/37.
Aktuálně zde probíhá výstavba 53 rodinných domů na bázi dřevostaveb, tzv. „Doubravické domy“.

## Fotogalerie

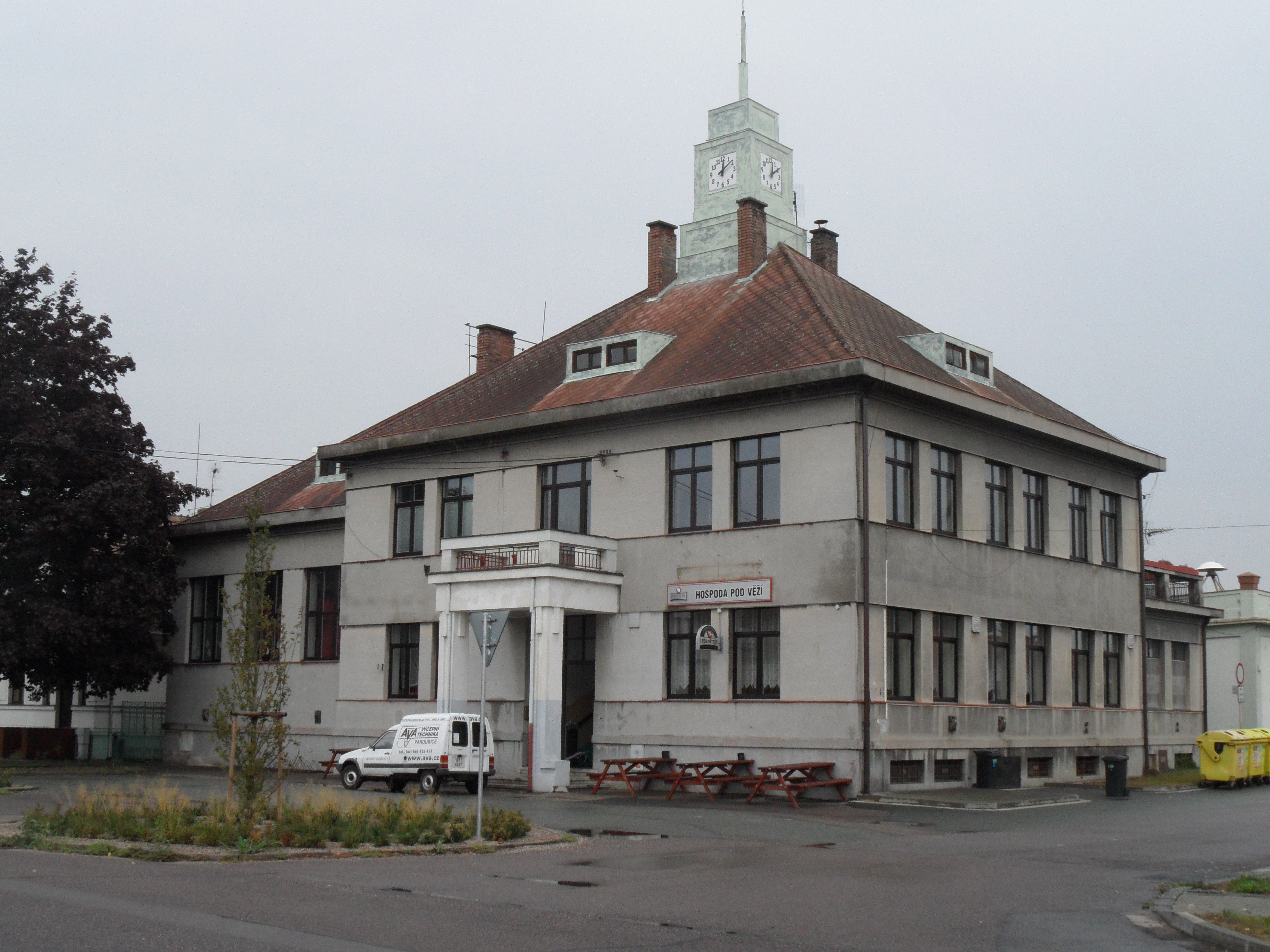
Hospoda pod věží
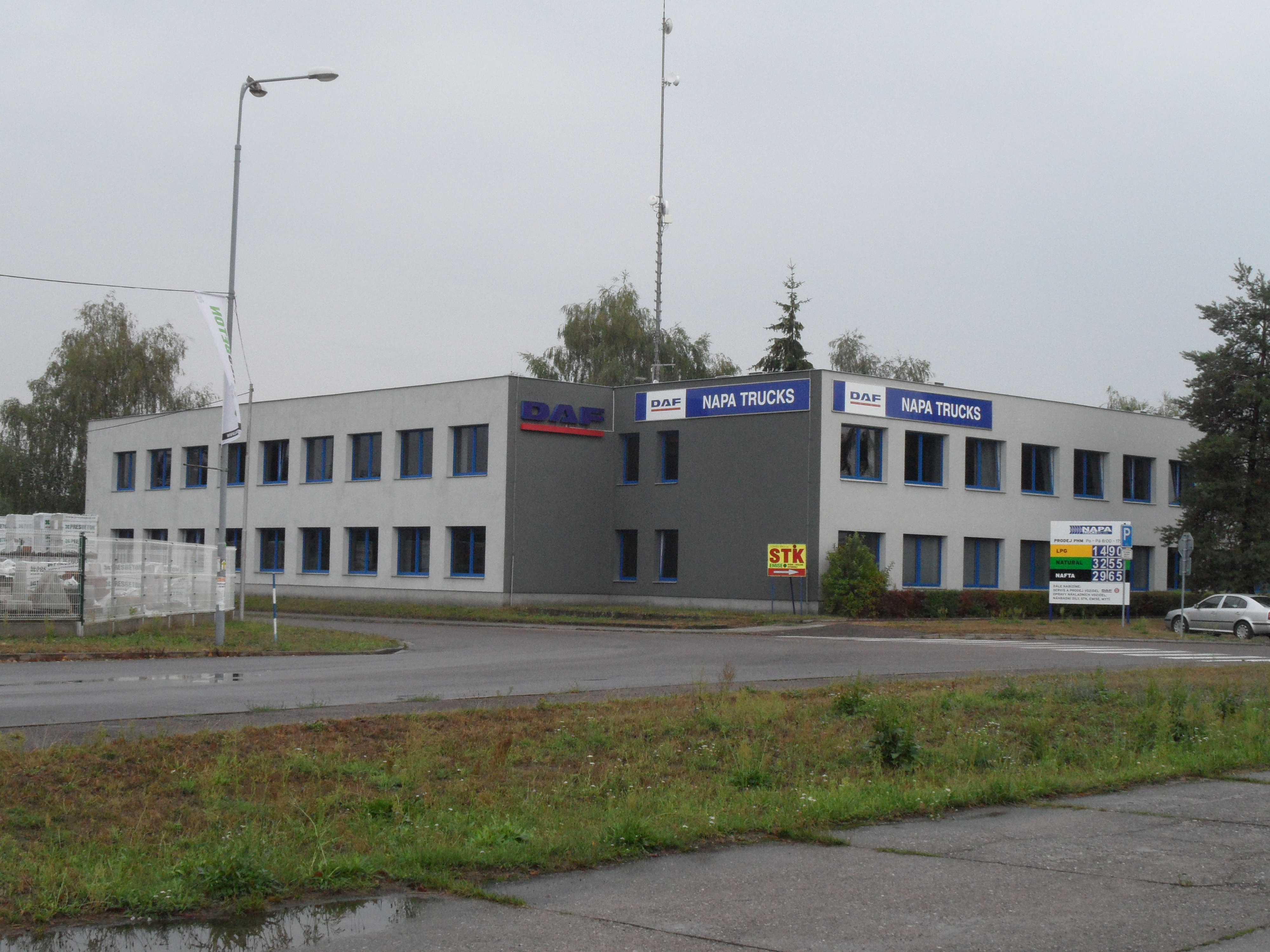
Komerční areál
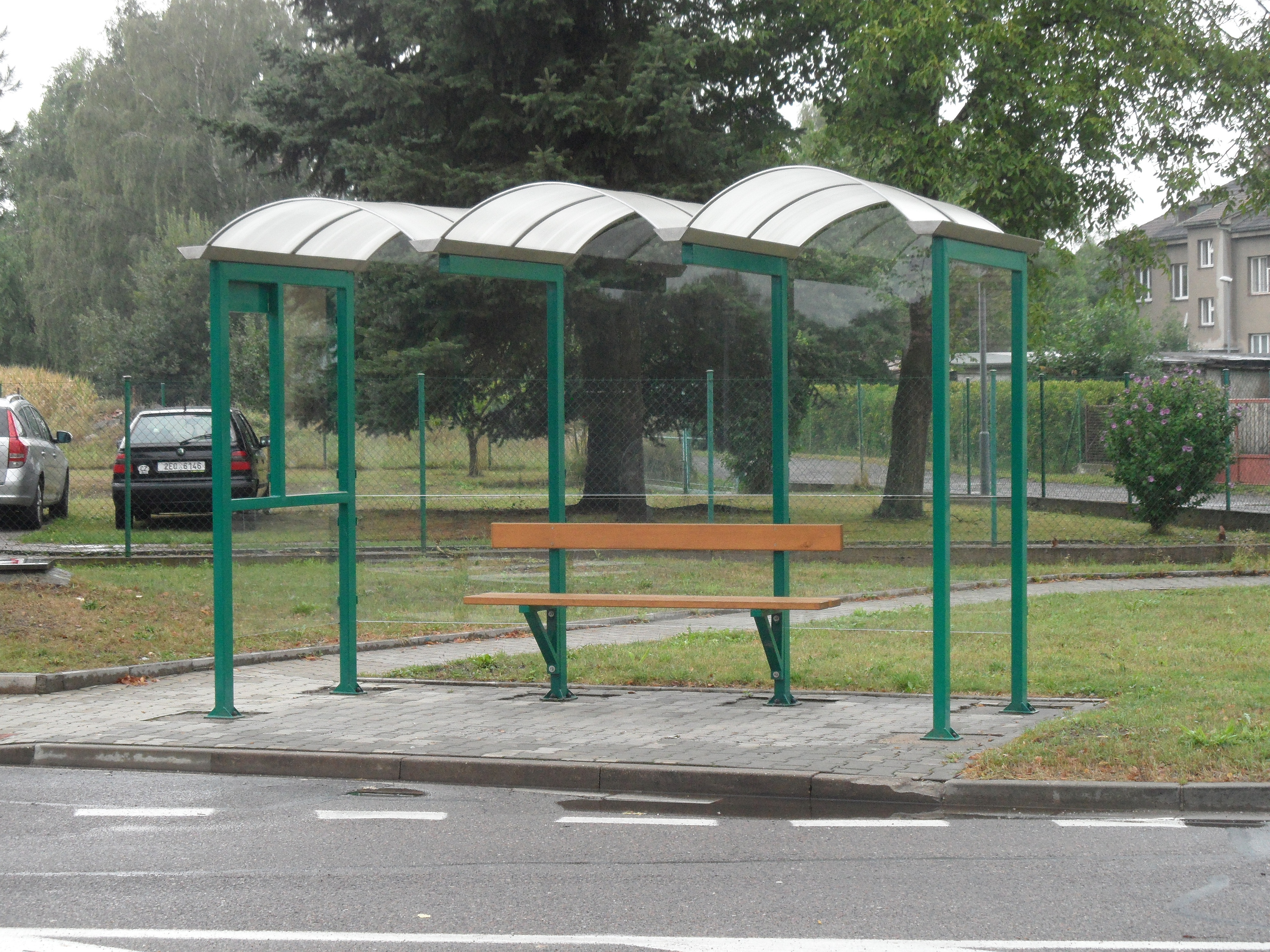
Autobusová zastávka
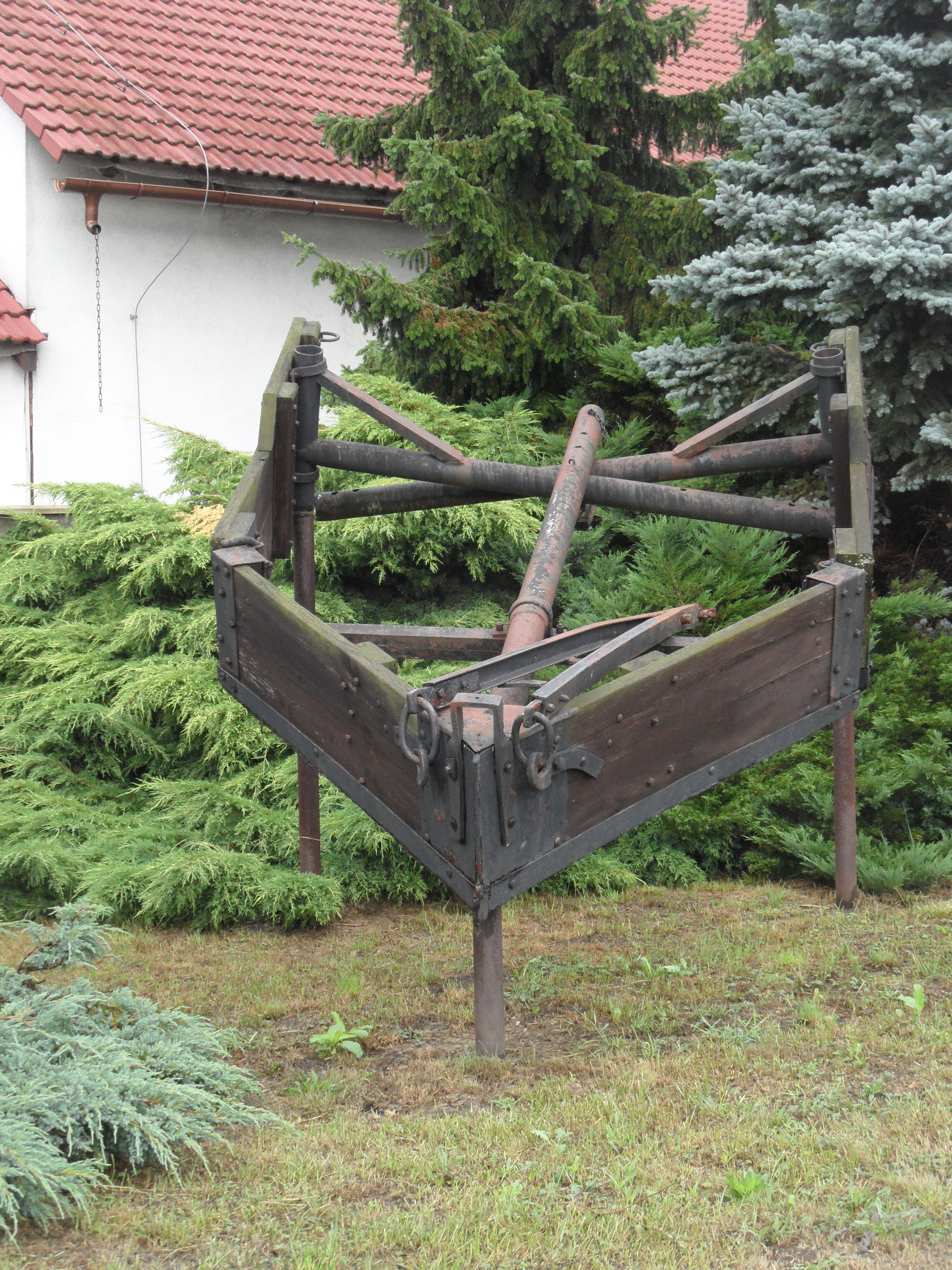
Památník